# Balla Gergely
Balla Gergely (Nagykőrös, 1710 körül – Nagykőrös, 1774. március 3.) nagykőrösi főbíró, krónikaíró.

## Élete
Atyja, szintén Balla Gergely 1708-ban a város védelme közben, a rácok által csaknem halálra vagdaltatott; a fiú iskoláinak végeztével a hazai törvény tanulásába kezdett, mint ügyvédjelölt 1730-ban Pozsonyban, 1731–1734-ben pedig Bécsben, igen hihetőleg Dömjén Gergely akkori ágens oldala mellett szerzett magának gyakorlati ismereteket. Bécsből 1735 körül szülőföldére visszatérve, itt előbb mint városi jegyző, utóbb mint bíró hosszas ideig hivataloskodott. Még 1772-ben életben volt. Családjának 1760 júliusában Mária Terézia címeres nemeslevelet adott. 2000 kötetből álló könyvtárat hagyott maga után.

## Munkái
Nagy-Kőrösi Krónika. Jegyzetekkel és oklevéltárral ellátva kiadták Szabó Károly és Szilágyi Sándor. Kecskemét, 1856 (Történeti Emlékek a magyar nép községi és magánéletéből I. kötet.) A krónika a városi levéltárban meglevő újabbkori másolat után nyomatott. REAL-EOD